# 2022 au Yukon
Chronologie du Yukon
- 2018
- 2019
- 2020
- 2021
- 2022
- 2023
- 2024
- 2025
- 2026

Cette page concerne des événements d'actualité qui se sont produits durant l'année 2022 dans la province canadienne du Yukon.

## Politique
- Premier ministre : Sandy Silver (Parti libéral)
- Chef de l'opposition officielle : Stacey Hassard (intérim) (Parti du Yukon)
- Commissaire : Angélique Bernard
- Législature : 35e (en)